# Гюббар, Гюстав
Гюстав Гюббар (фр. Nicolas Gustave Hubbard; 1828—1888) — французский политикоэконом и историк.
Родился в 1828 году в Фурке, департамент Сена и Уаза.
Получил юридическое образование, был адвокатом. В 1851 году был назначен секретарём Комитета пропаганды Sociétés de prevoyance; написал: «L'Organisation des sociétés de prevoyance» (1852; отмечена Академией наук), «St. Simon, sa vie et ses travaux=Сен Симон, его жизнь и его творчество» (1857), «Histoire de la littérature contemporaine en Espagne» (1875; русский перевод Ю. В. Доппельмейер: История современной литературы в Испании. — М.: К. Т. Солдатенков, 1892. — [4], IV, 362, V с.). 
Был редактором французской газеты République française. 
Умер в 1888 году.